# بهتشيفو
بهتشيفو (بالمقدونية: Пехчево) مدينة في مقدونيا الشمالية. يبلغ عدد سكان المدينة 3 آلاف و195 نسمة.

## وصلات خارجية
- الموقع الرسمي